# Joanna Gleich

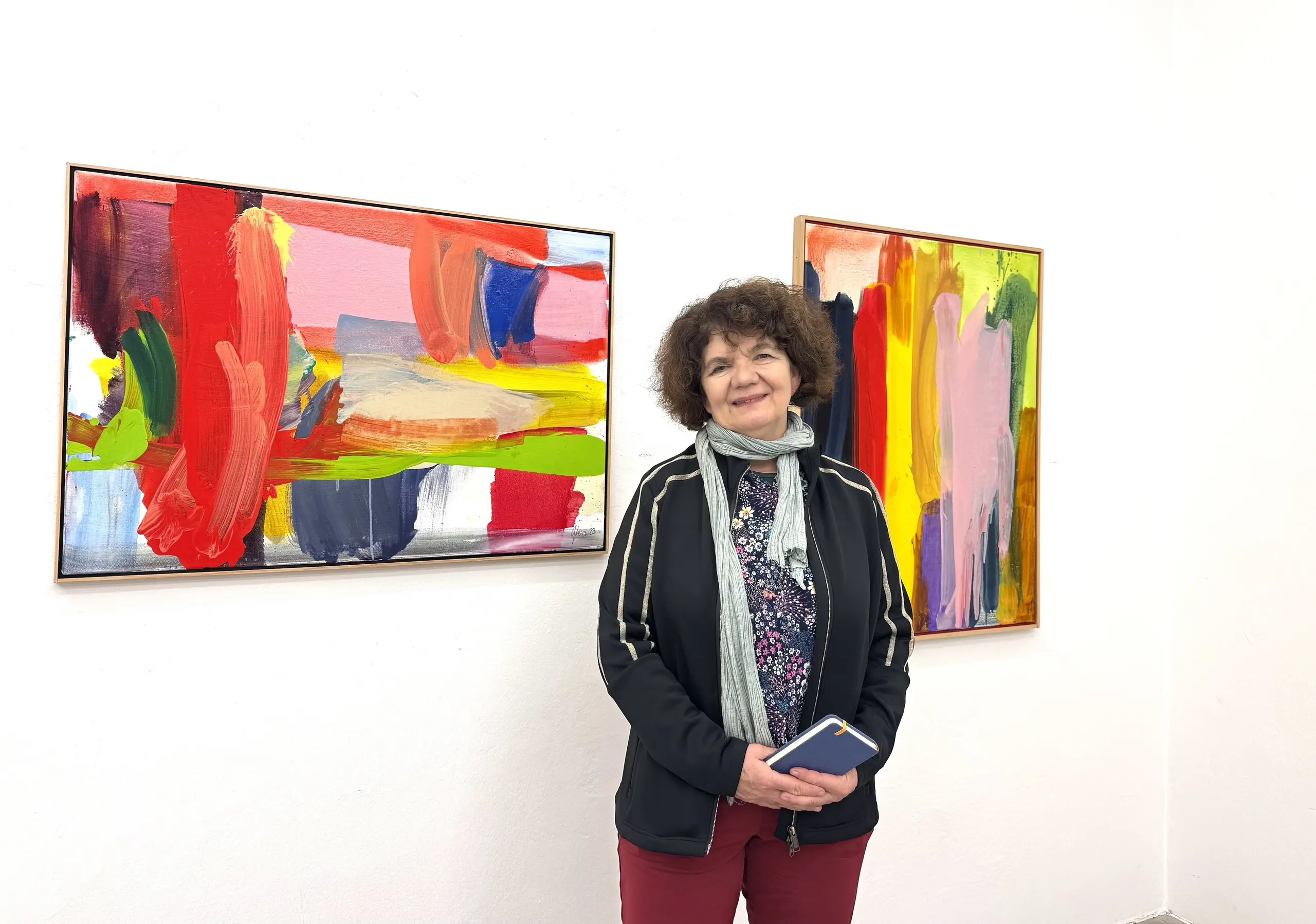
Joanna Gleich (2024)

Joanna Gleich (* 28. September 1959 in Kluczbork, Polen) lebt und arbeitet seit 1979 als Malerin mit Wohnsitz und Atelier in Wien.

## Leben
Gleich absolvierte bis 1979 eine kunstgestalterische Ausbildung am Lyzeum in Oppeln. 1979 bis 1983 studierte sie Philologie (Ausbildung zur Dolmetscherin und Übersetzerin) an der Universität Wien. 1985 bis 1990 folgte ein Studium der Malerei bei Wolfgang Hollegha an der Akademie der bildenden Künste Wien. Sie erhielt ihr Diplom mit Auszeichnung.
1985 besuchte Gleich an der Internationalen Sommerakademie für Bildende Kunst Salzburg die Klasse für Malerei bei Josef Mikl, 1986 die Klasse für Glasfenster bei Georg Meistermann. 1994 verbrachte sie einen Studienaufenthalt in New York.
Seit 2001 unterrichtet Gleich in den Klassen für Malerei bei verschiedenen Malakademien, u. a. in Bad Reichenhall, Goldegg und Geras.
Sie ist die Ehefrau des Wiener Kunstprofessors a. D. und Künstlers Gerhard Gleich.

„Mir geht es in meiner Malerei um das Zusammenwirken und das Verhältnis von Farben zueinander – sie entscheiden schließlich, ob ein Bild reizvoll und interessant ist oder eben nicht.“

Joanna Gleich arbeitet seit vielen Jahren eng mit der Galerie Leonhard (Graz), der Galerie Welz (Salzburg), der Galerie Amart (Wien) und weiteren zusammen, in denen sie regelmäßig mit Einzel- und Gruppenausstellungen vertreten ist. Darüber hinaus war sie an zahlreichen Ausstellungen im In- und Ausland beteiligt.

## Ausstellungen

### Einzelausstellungen (Auswahl)
- 2025 Artlab, Berlin, Deutschland[5]
- 2019 Galerie Schloß Puchheim, Attnang-Puchheim
- 2019 „Colorspell“, Galerie Amart, Wien[6]
- 2019 Galerie Leonhard, Graz
- 2018 Galerie HLP, Wesseling/Köln
- 2017 „Farben erzählen“. Ölbilder 2010–2017, Galerie Welz, Salzburg[7]
- 2016 Flughafen München, Terminal 2 (mit Katalog: Elmar Zorn, Hrsg., Joanna Gleich - Malerei)
- 2014 Galerie Leonhard, Graz
- 2013 Galerie Exner, Wien
- 2004 Galerie „Solvay“, Krakau
- 2003 National Bibliothek, Wien
- 2000 GALLUS Zentrum, Frankfurt am Main
- 1999 PAN (Polnische Akademie der Wissenschaften), Wien

### Ausstellungsbeteiligungen
- 2025 Wasserturm, Wien, Österreich
- 2021 Tour de Force, Museum Liaunig, Neuhaus, Österreich
- 2018 Kölner Liste Art Fair, Galerie HLP, Köln, Deutschland
- 2018 Art Nocturne Knocke, Galerie HLP, Knokke, Belgien
- 2017 Galerie Claudia Weil, Friedberg, Deutschland
- 2016 "Wien ist Anders", Pasinger Fabrik, München
- 2014 Abstrakt, Kleine Galerie, Wien, Österreich
- 2013 Gegensätze, Europaministerium, Dresden, Deutschland
- 2011 Babylons Schatten, Pasinger Fabrik, München, Deutschland
- 2010 Wir leben und arbeiten in Wien, Area 53, Wien, Österreich
- 2009 Vis-à-vis Natur: Kunst, Schloss Ulmerfeld, Amstetten, Österreich
- 2008 Subiektywnie, Muzeum Śląska Opolskiego, Opole, Polen
- 2008 Nach Tiepolo, Viernheim, Deutschland
- 2007 Galerie Sredec, Sofia, Bulgarien
- 2005 Vienna Transit, Düsseldorf, Deutschland
- 2003 Galerie Solvay, Krakau, Polen
- 2002 Muzeum Emigracji, Toruń, Polen
- 2000 Miniaturen, Expo 2000, Hannover, Deutschland
- 1999 Große Kunstausstellung, Haus der Kunst, München, Deutschland
- 1993 Museum 2000, Wien, Österreich
- 1993 Paper Works, WUK, Wien, Österreich

## Sammlungen
- Artothek Wien
- MA 7 Wien
- Bawag Foundation
- Muzeum Emigracji Uniwersytet Toruń
- Privatsammlungen